# 上海轨道交通金山线
上海金山线，是来往上海南站和金山卫站的列车服务，隶属于上海市域铁路，行驶于沪春线（上海南线）和金山线。该线未来可与建设中的金山至平湖线直通运营。

## 概览
金山线由上海南站至金山卫站，在规划与建设时曾被称作上海轨道交通22号线，该称呼亦在开通后被沿线居民广泛使用（此线与现今建设中的22号线并无关系）。该线路全长56.4公里，工程以既有的金山铁路支线为基础增建复线并增建沪杭客专上海南联络线（即三四线）引入上海南站，按 I 级铁路、双线电气化干线设计，设计时速最高160公里/小时。途经上海市徐汇、闵行、松江、金山四个区，共设8个车站，于2012年9月28日正式通车运营，开创支线铁路公交化运营的先例。莘庄站由于沪杭铁路三四线春申站至上海南站部分建设受到拆迁影响，于2021年10月1日开工建设，2025年1月5日投入运营。
金山线为国鐵上海局集团运营的市域铁路线路，是上海市域铁路的首条线路。该线不属于上海地铁系统，因此该线不支持使用Metro大都会乘车。最早上海地铁的路网图中并未标注金山线，但在2017年12月的路网图中已标注了“可换乘金山铁路”字样，2019年已标注全部站点名称。使用铁路客票和上海公共交通卡均可乘坐该线，且不纳入铁路乘车实名制管理，即乘坐金山线时不需要使用身份证件进行购票、进站、乘车。从2020年8月28日起，使用手机乘车码及交通联合一卡通的乘客亦可乘坐金山线列车。

## 歷史

### 建设

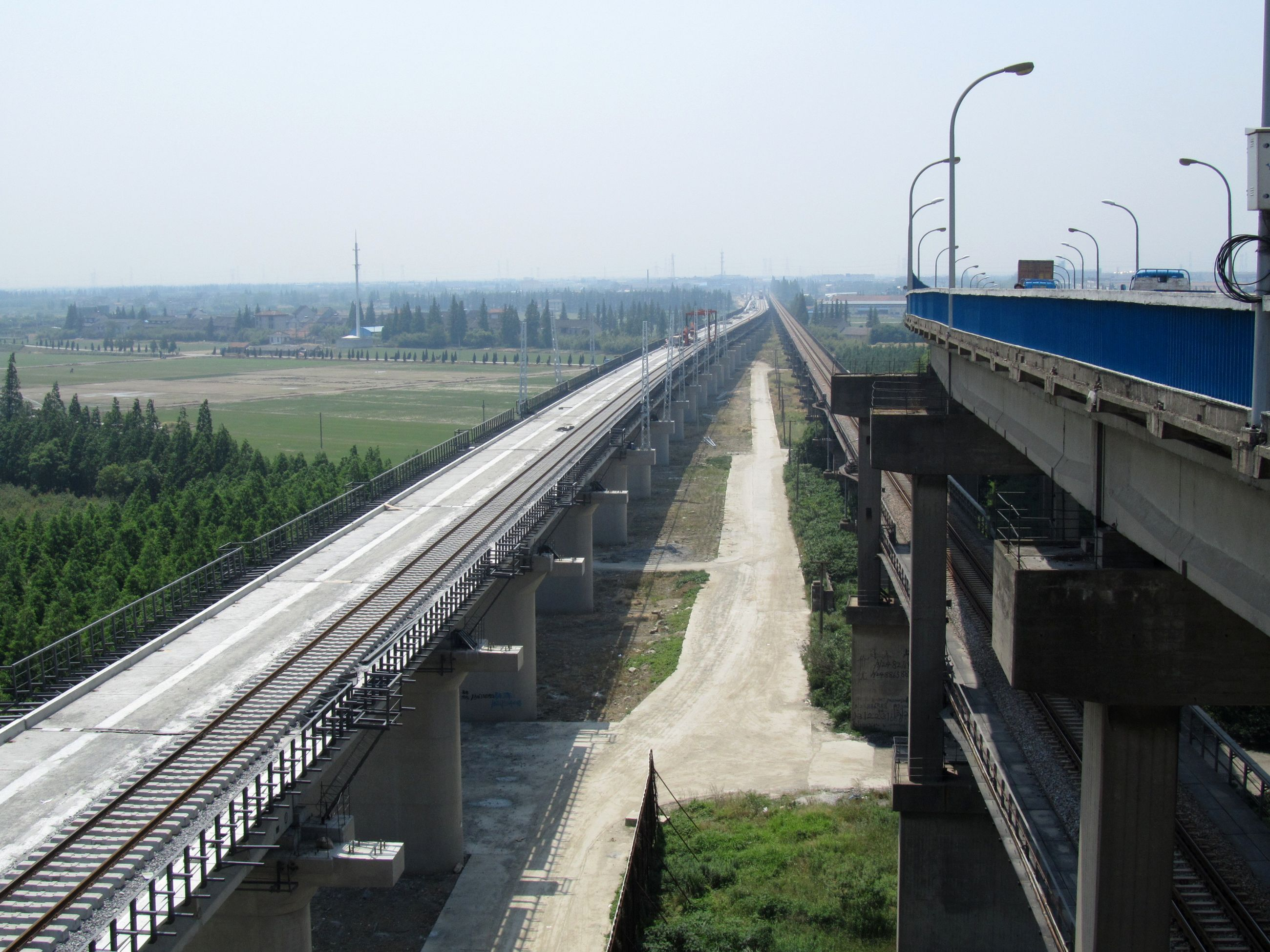
金山铁路改造过程中，新建跨越黄浦江的特大桥，原使用松浦大桥的过江铁轨废弃

2004年2月29日：原铁道部和上海市联合签署了《关于加快上海铁路建设工作的会议纪要》，其中明确“为配合城市建设规划，逐步形成方便快捷的交通体系，通过改建利用既有金山铁路支线、南何铁路支线和规划建设的浦东铁路，开行上海南站至金山、七宝至金山、宝山及枢纽环线的市域列车，方便旅客出行”。
為拉近金山與中心城區的距離，改善金山區的投資環境，并加快推進上海城鄉一體化建設，改善城鎮居民的出行條件，金山鐵路支線改建工程，又称改建铁路上海南至金山扩能改造工程。2009年8月12日：金山铁路支线改建工程动员大会在金山新城客运枢纽站举行，12月正式动工。2012年8月6日：第一列动车组开行试车，2012年9月28日正式开通，原有的金山鐵路支線變成一條由上海南站通往金山卫站的快速市郊铁路。據規劃，至2015年，金山鐵路支線每天將開行客車36對，至2025年達到每天52對。
改造工程以既有的金山鐵路支線為基礎并延長至上海徐汇区。新線起自上海南站，到达新建的金山卫站，全长56.4公里。全线按 I 级铁路、双线电气化干线设计，设计时速最高160公里/小时，部分路段设计时速最高100公里/小时。工程原计划在上海南站至新桥站一段沿現時的上海南線、滬昆鐵路下行線一側增建复线铁路13.795km，形成四线运行（沪昆铁路双线、金山鐵路支線双线），而新建线路将同时作为沪杭城际铁路和沪昆客运专线前往上海南站的联络线。但由于拆迁原因，仅实施了春申至新桥段沿既有沪杭线增建三、四线。新桥站至车墩站沿既有新闵支线增建二线，线路长 6.283km，沿既有金山支线增建二线，线路长 34.703km。工程总投资40.80亿元。其中因既有的松浦大桥未预留复线和电气化条件，需要在黄浦江上新建一座金山铁路黄浦江特大桥，而原松浦大桥上的铁轨已经拆除。

### 开通
2012年9月28日：市域铁路金山线开通运营，列车车次为城际动车组列车（C字头）（后更改为S字头的市郊旅客列车）。开通初期，金山线每天运行15对列车，一站直达的车只要半小时左右，站站停的列车则用时一个多小时；由于车次间隔最长的要超过1个半小时，因此有些乘客认为灵活性不及汽车的“莲卫专线”。

### 滬春線四線化
2021年，上海南站至春申站之間的四綫化工程开工建设，在既有綫南側新建雙綫，專門用於將滬昆高鐵列車引入上海南站。同步實施了莘庄站新建高架客運站房的工程。2024年7月1日，上海南站启动设施更新改造工程，配合工程金山线列车调整至上海南站6、7站台到发，同时金山线每日平峰期间减少14列车次，并造成列车延误。
2024年12月24日，位于上海南站北广场的新金山乘降区启用，金山线列车调整至1站台到发（在调图前曾短暂使用2号站台）。而莘庄站于2025年1月5日启用，金山线列车运行图也随之修改，为配合上海南站改造为高速动车组列车专用站，金山线多数列车在莘庄站开通后改以莘庄站为起讫站。

## 票價與財政狀況
起步价3元，全程10元。
本线的运营主体是国铁与上海市合资成立的「上海金山铁路有限责任公司」，国铁集团以复线化之前原金山支线的资产入股，占51%股权。路地双方约定，每日开行36对列车，地方政府以政府购买服务方式提供补贴，支付标准为通行动车组票价（0.308元/km）与本线执行票价（0.180元/km）之差，金额为每年1.70亿元。上海市、金山区、松江区、闵行区分别承担该笔款项的50%、22.5%、22.5%、5%。
金山铁路公司拥有新桥至金山卫间的铁路线路，并自购了用于运营的CRH6动车组。沿线各车站由上海铁路局南翔车务段日常运营，列车乘务、维保也由上海铁路局担当，合资公司需向其支付委托运营费用。此外，金山线列车进入上海南站需经过产权不属于金山公司的沪春线，需按一级繁忙干线标准向上海铁路局支付线路使用费（74元/车公里）。按36对车日均发送3万人计算，线路使用费已接近该路段全部票款收入。反过来，来自芦潮港站等地的货物列车经金山线进入国铁网络，也应向金山铁路公司支付线路使用费。
截至2023年，金山铁路公司年均营业收入0.65亿元，年均营业成本3.87亿元，计入政府补贴后，年均亏损1.52亿元。其中，营业成本主要包括支付给上海铁路局的委托运输费用、设备折旧成本、贷款付息等。2021年，委托运输费用占主要支出项目57.5%，折旧成本占22.6%。
上海铁路局方面主张补贴标准过低，导致合资公司运营亏损。例如其认为，2021年4月起实施现役军警消等优抚对象免费乘车的政策，地方政府本应为此支付补贴。
地方政府则对国铁制定的委托运营成本数额持怀疑态度。国铁面向路网运营，其清算标准的形成受复杂因素影响，不能反映单条市郊铁路的真实运营成本。运输过程中发生的各类费用也无法得到监管，使得地方政府只能被动接收国铁方面开出的账单。例如，市郊铁路动车组运行速度低，修程修制却按国铁高速动车组编排，实际上浪费资源、增加成本。此外，截至2022年底，金山铁路公司尚未完成资产评估和股权确认，沿线的土地和场站等资产资源仍归属于上海铁路局使用和管理，也限制了金山铁路公司的收入渠道。

## 车辆

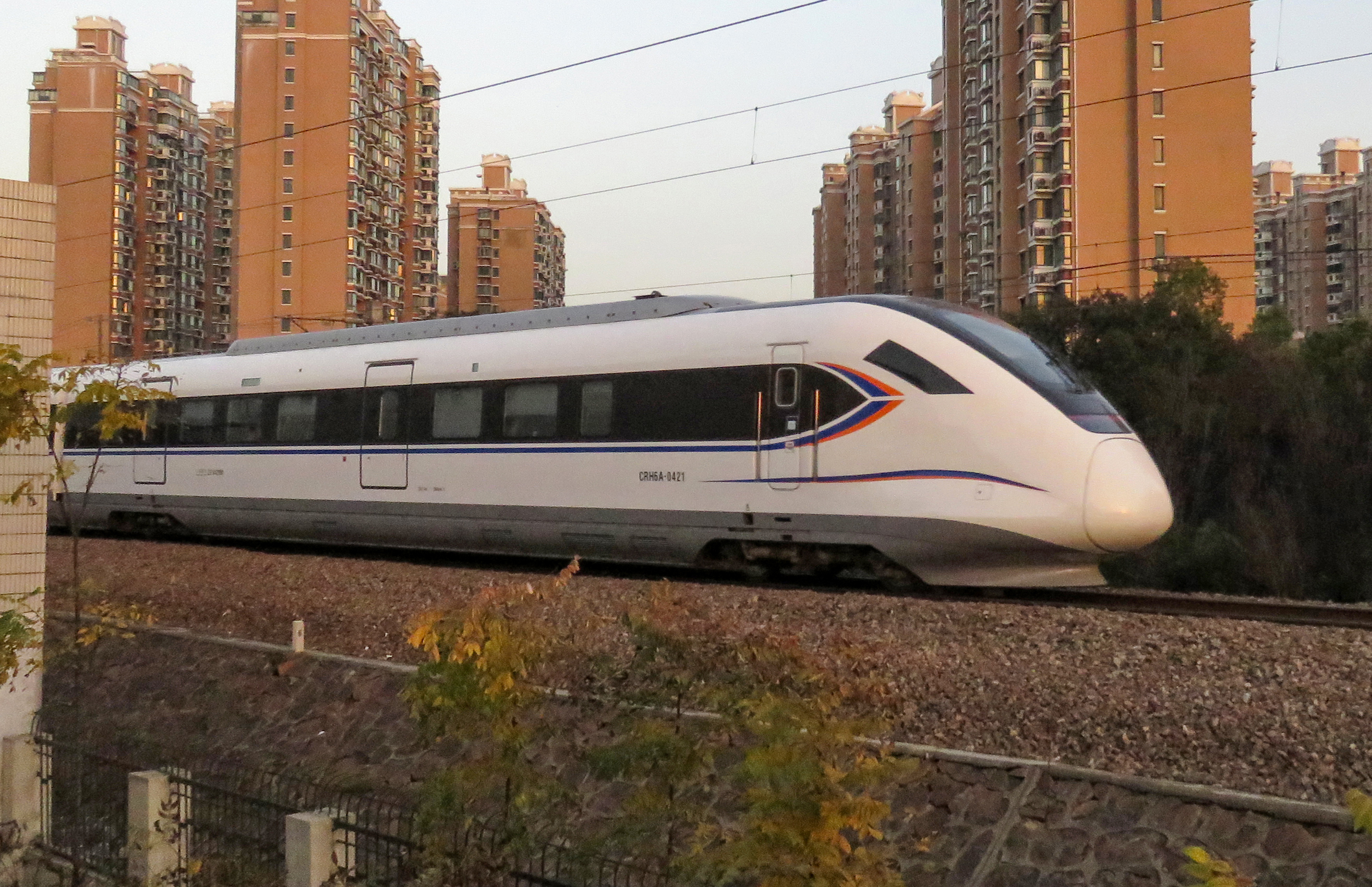
CRH6A于2017年9月28日开始于金山铁路运行

目前金山线客运列车包括3列CRH2A型动车组列车、2列CRH6A型动车组列车和4列CRH6F型动车组列车。CRH6A及6F为金山线专用列车，而CRH2A则会参与其它长途线路的运用。

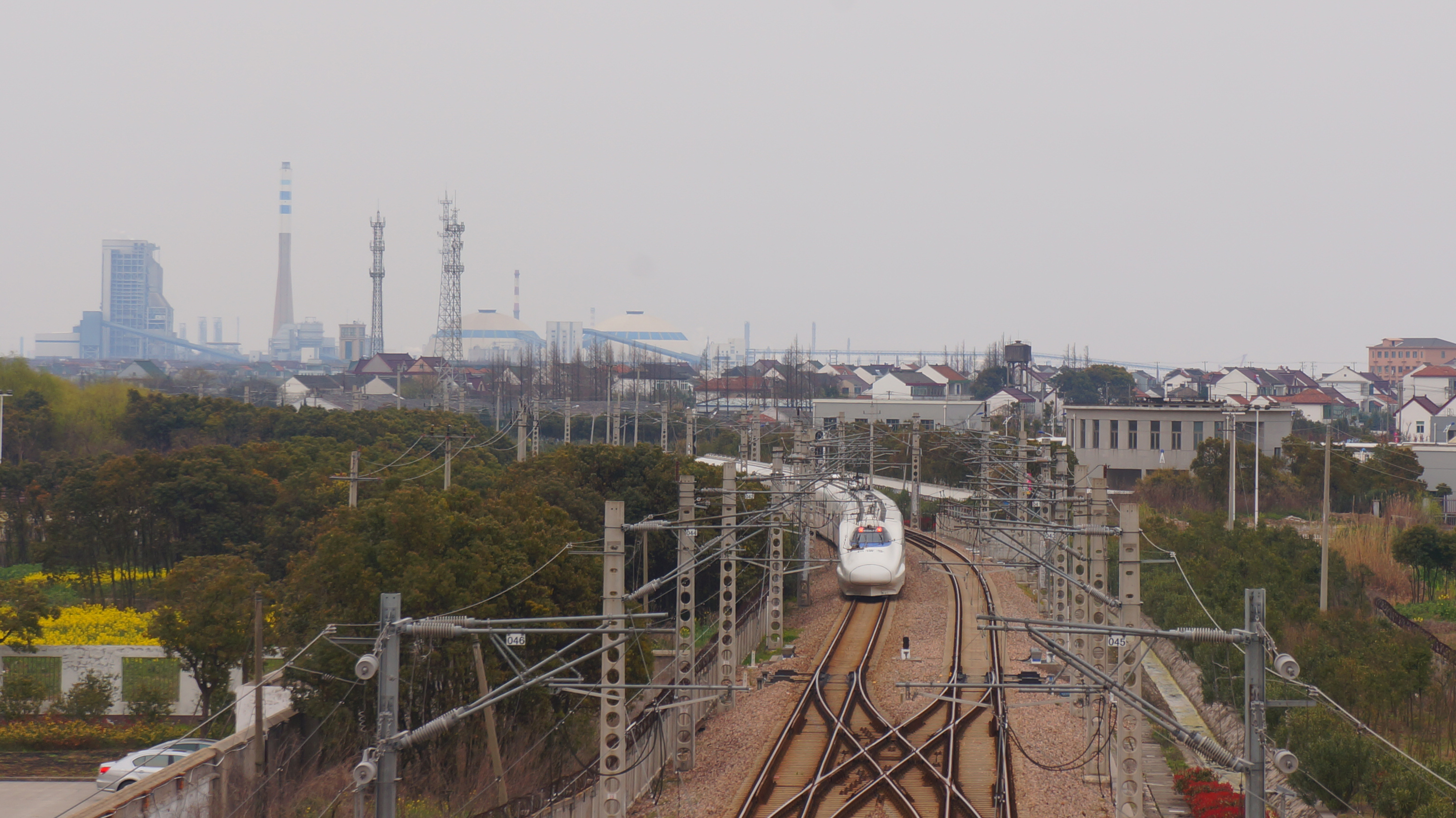
一列开往上海南的CRH2A驶离金山卫站
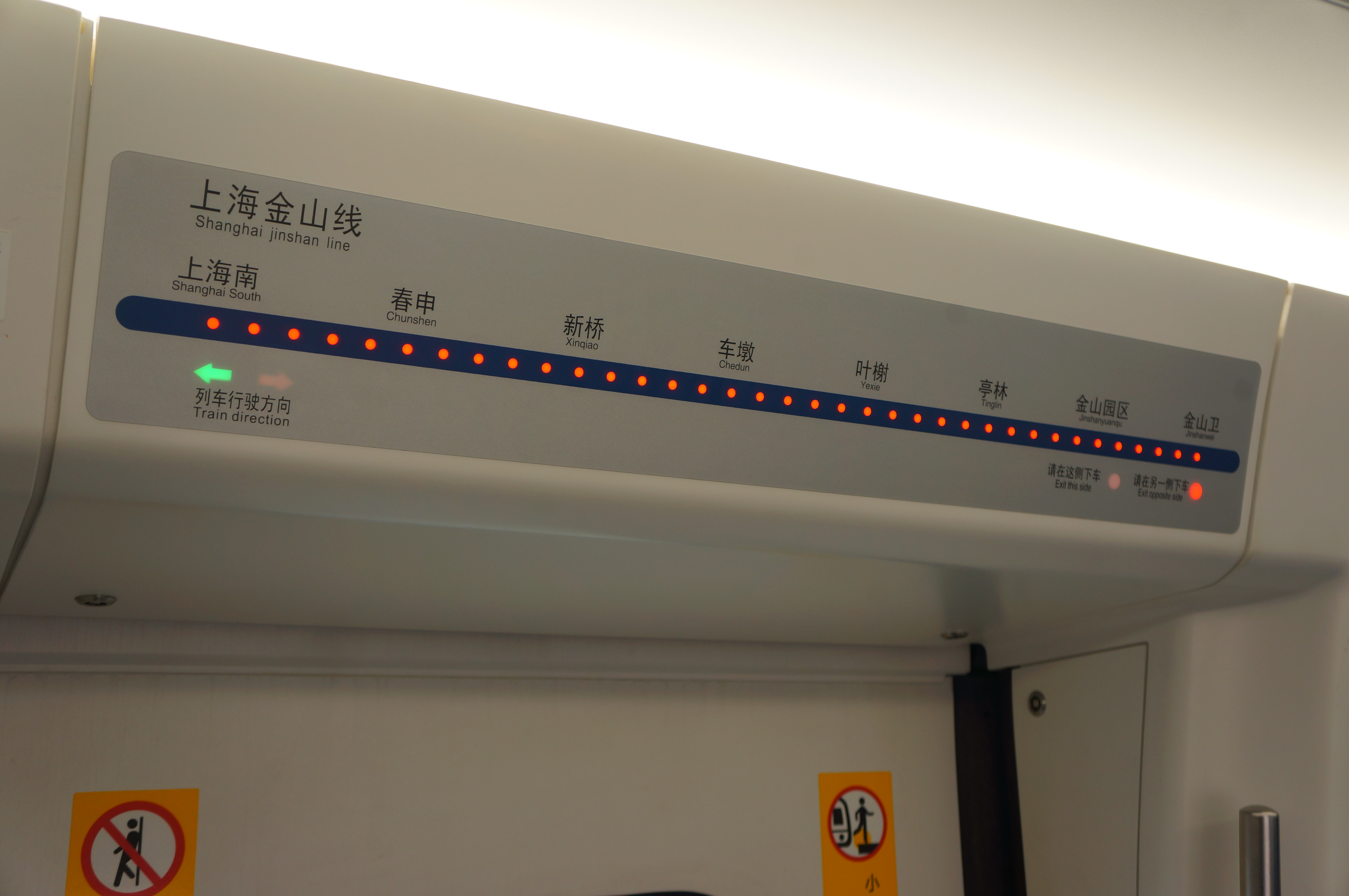
金山线使用的CRH6A列车内设有金山线线路图
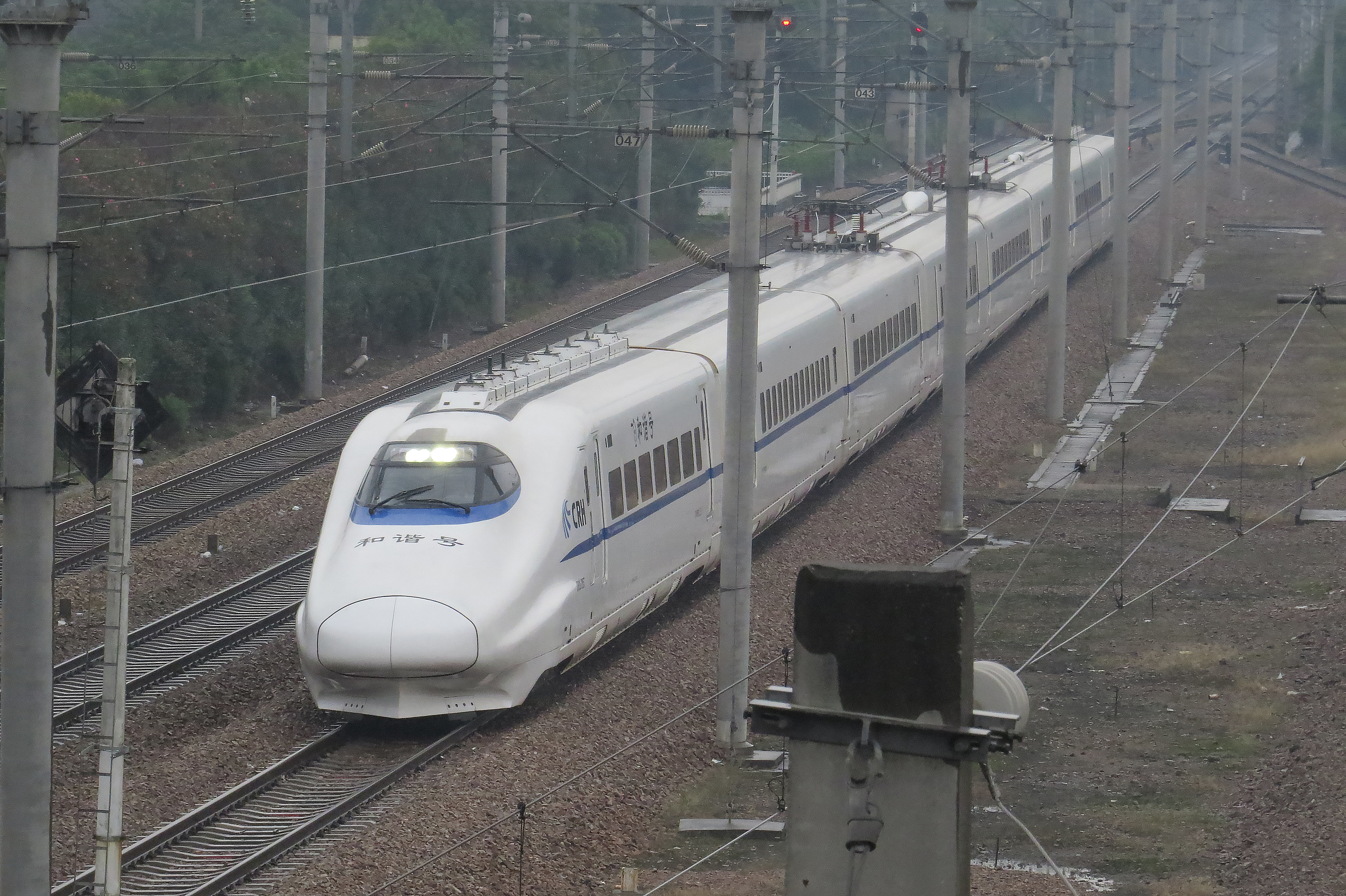
金山线使用的CRH2A通过莘庄站
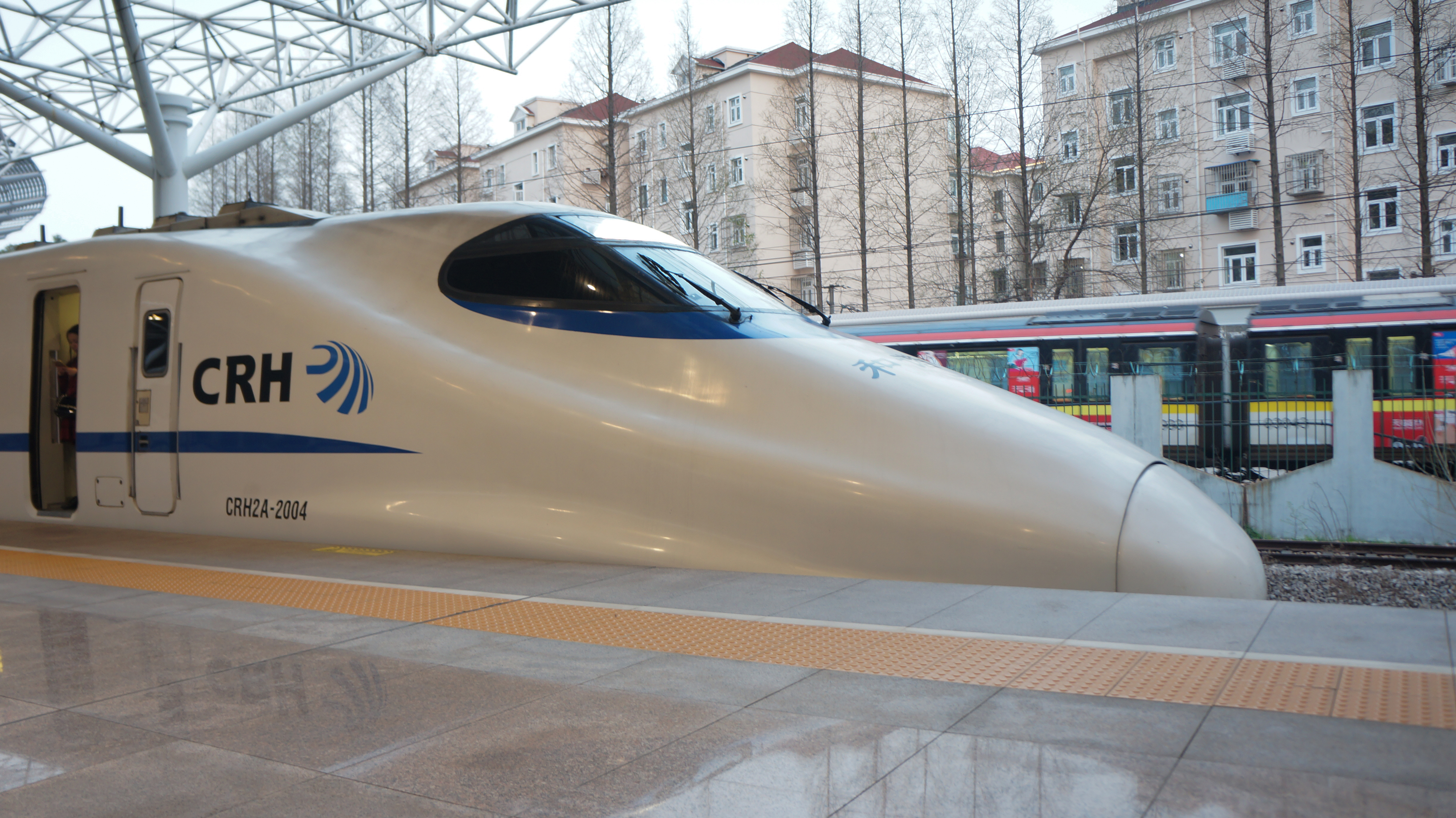
CRH2A担当的金山线列车于上海南站

## 车站列表
凡例
- ●：停靠、■：除上海南站始发列车外停靠、▲：部分列车停靠、｜：通过

| 所属铁路  | 站名      | 里程1 （米）                   | 运价里程1 （公里）             | 站站停                         | 大站车                         | 直达车                         | 换乘路线                                                                                             | 所在地                         |
| --------- | --------- | ------------------------------ | ------------------------------ | ------------------------------ | ------------------------------ | ------------------------------ | --- | ------------------------------ |
| 沪春线    | 上海南    | 0                              | 0                              | ●                              | ●                              | ●                              | 沪昆高铁、沪苏湖高铁 █ 1号线 █ 3号线 █ 15号线：上海南站 直通↑ █ 市域机场线南站支线往三林南站（规划） | 徐汇区                         |
| 沪春线    | 莘庄      | 6439                           | 6                              | ■                              | ■                              | ｜                             | █ 1号线 █ 5号线：莘庄                                                                                | 闵行区                         |
| 金山线    | 春申      | 10290                          | 10                             | ●                              | ▲                              | ｜                             | | 松江区                         |
| 金山线    | 新桥      | 14927                          | 15                             | ●                              | ▲                              | ｜                             | 松江有轨电车 █ 1号线：新桥火车站                                                                     | 松江区                         |
| 金山线    | 车墩      | 21721                          | 22                             | ●                              | ▲                              | ｜                             | █ 23号线（规划）                                                                                     | 松江区                         |
| 金山线    | 叶榭      | 29750                          | 30                             | ●                              | ｜                             | ｜                             | | 松江区                         |
| 金山线    | 亭林      | 35517                          | 36                             | ●                              | ▲                              | ｜                             | █ 南枫线（在建）                                                                                     | 金山区                         |
| 金山线    | 金山园区  | 42836                          | 43                             | ●                              | ｜                             | ｜                             | | 金山区                         |
| 金山线    | 金山卫    | 54829                          | 55                             | ●                              | ●                              | ●                              | | 金山区                         |
| ↓直通运行 | ↓直通运行 | 金山至平湖线往海盐东站（在建） | 金山至平湖线往海盐东站（在建） | 金山至平湖线往海盐东站（在建） | 金山至平湖线往海盐东站（在建） | 金山至平湖线往海盐东站（在建） | 金山至平湖线往海盐东站（在建）                                                                       | 金山至平湖线往海盐东站（在建） |

注1：上海南—春申间里程均为沪杭客专上海南联络线开工前数据

## 沿革
- 2008年
  - 9月24日：扩能改造工程环境影响评价公示[26]

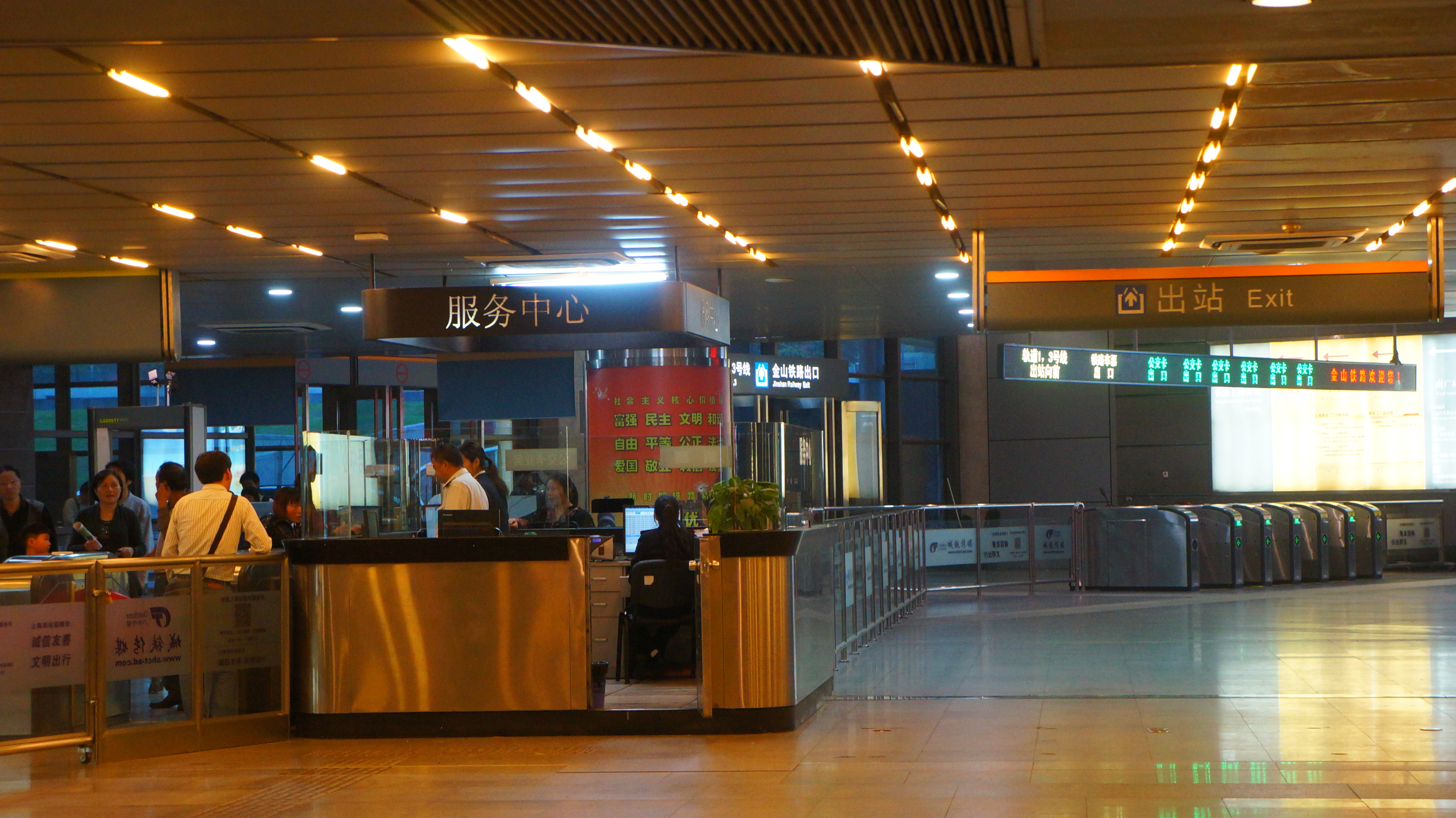
上海南站金山乘降区服务中心，提供车票购买、交通卡充值等服务

  - 11月25日：扩能改造工程环境影响评价第二次公示[27]
- 2009年
  - 2月24日：扩能改造工程环境影响评价第三次公示[28]
  - 3月31日：扩能改造工程环境影响评价第四次公示[29]
  - 4月9日：专项控制性详细规划公示[30]
  - 8月12日：金山铁路支线改建工程动员大会在金山新城客运枢纽站举行
- 2012年
  - 8月6日：第一列动车组开行试车
  - 9月28日：市域铁路金山线正式开通运营
- 2017年9月28日：开通五周年之际，两列CRH6A型动车组上线运营，首发车为7点43分由金山卫站开出的C3640次列车
- 2019年12月13日：四列CRH6F型动车组上线运营[25]
- 2020年2月13日：为加强人员疫情防控工作，即日起在金山卫、金山园区、亭林站出站需实名登记，已在一至两个月后取消[31]
- 2021年10月1日：沪杭客专上海南联络线（莘庄段）开工建设
- 2024年12月24日：位于上海南站北广场的新金山乘降区启用，金山线列车调整至1站台到发[19]
- 2025年1月5日：莘莊站開通

### 时刻表调整
- 2012年
  - 9月20日：上海市政府公布金山线预计开行直达列车10对，站站停列车26对。试运营初期，每日安排开行15对旅客列车，其中直达列车4对，站站停列车11对[32]。票价最高10元，最低3元，并可与地面公交换乘享受相应优惠[33]。但换乘上海其他轨交线路不能连续计价。
  - 9月28日：正式开通运营。首班列车为12:10从上海南站发往金山卫站的C3219次，由CRH2-166A担当运营任务[34]。
  - 9月29日：即日起按试运营初期运行图运行。每日安排开行15对旅客列车，其中直达列车4对，站站停列车11对。
  - 10月1日：由于国庆假期产生了大客流，当日下午临时加开多趟列车运输旅客。
  - 10月2日：即日起临时加开多趟列车。每日开行24对，其中往金山卫方向直达车7趟，站站停17趟；往上海南方向直达车5趟，站站停19趟。
  - 10月4日：即日起再次加开多趟列车。每日开行30对，其中往金山卫方向直达车19趟，站站停11趟；往上海南方向直达车17趟，站站停13趟。
  - 10月8日：国庆黄金周结束，恢复试运营初期运行图运行，即每日安排开行15对旅客列车。
  - 10月16日：提前开始满图运行。每日开行36对，分工作日与节假日运行图。工作日直达车18对，车次编号以“C30”打头，站站停18对，车次编号以“C36”打头；节假日直达车20对 大站车2对，站站停14对[35]。
  - 10月22日：由于满图运行后工作日早高峰直达车缺失，引起大量居民不满。即日起工作日C3004次在金山卫站的发车时间由6:50调整至7:12。
  - 10月28日及11月3日：配合金山烟花节活动，在常态末班车后加开1.5对列车。
- 2013年
  - 7月1日：工作日时刻表调整。每日开行36对不变，直达车减至17对，站站停增至19对。
  - 7月19日至7月21日：配合金山音乐节活动，在常态末班车后加开列车。其中19日加开0.5对，20、21日加开1对。
  - 12月28日：节假日时刻表调整。每日开行36对不变，直达车减至19对，大站车2对不变，站站停增至15对。
- 2016年11月21日：在工作日早高峰加开临时列车。具体为从金山卫站发往上海南站的C3640次站站停列车，以及从车墩站发往上海南站的C3642次区间站站停列车[36]。
- 2017年
  - 4月16日：工作日临时加开列车改图定。往上海南方向每日开行38趟，其中直达车17趟，站站停20趟，区间站站停1趟。
  - 7月1日：工作日时刻表调整。直达车减至16对，往金山卫方向站站停增至20趟，往上海南方向站站停增至21趟。并且首次出行待避情况。工作日晚高峰上海南往金山卫方向的站站停C3643次在新桥站待避直达车C3031次。
  - 9月21日：工作日时刻表调整。往金山卫方向直达车减至15趟，新增晚高峰大站车2趟，站站停减至19趟，待避情况因此取消。
- 2019年
  - 7月10日：取消工作日及节假日车次区分。工作日往金山卫方向新增早高峰大站车1趟。节假日则在工作日图的基础上停开5趟。即工作日开行37对列车，及车墩至上海南站的区间站站停1趟；节假日开行35对。其中直达16对，大站停3对，站站停18对，区间站站停1趟。
  - 12月30日：往上海南方向1趟直达车变更为大站车。待避情况恢复，具体为早高峰往金山卫方向的C3205次在亭林站待避直达车C3003次。
- 2020年
  - 1月31日至2月1日：因2019冠状病毒病疫情客流减少，全天开行车次减少至24对。
  - 2月2日至2月7日：全天开行车次进一步减少至13对。
  - 2月8日至2月9日：全天开行6对列车，其中直达车2对，站站停4对，为史上最少班次。
  - 2月10日至2月12日：全天开行车次恢复至24对。
  - 2月13日至2月24日：为落实疫情防控要求，车次再次减少至10对，其中直达车4对，站站停9对。
  - 2月25日至2月28日：全天开行车次再次恢复至24对。
  - 2月29日至3月15日：在24对基础上工作日恢复早高峰车次2对，以及车墩至上海南站的区间站站停1趟。
  - 3月16日：即日起工作日在之前基础上恢复夜间车次1对。
  - 3月23日：即日起恢复至疫情影响之前的时刻表。
- 2021年1月20日：列车车次全面变更，原车次使用城际动车组列车车次，前两位为“C3xxx”。变更后统一修改市郊旅客列车，前两位为“S1xxx”，直达车使用“S10xx”，大站停使用“S12xx”，站站停使用“S16xx”[37]。
- 2022年
  - 3月9日：受到沪苏湖铁路施工影响，春申站运能受限，金山铁路大部分上行列车取消春申站的客运业务[38]。
  - 4月1日：即日起因受疫情影响全线停运。
  - 6月1日至6月7日：全天开行车次恢复至10对，以及车墩至上海南站的区间站站停1趟[39]。
  - 6月8日至6月12日：在10对基础上工作日恢复早晚高峰车次2对。
  - 6月13日至6月19日：全天开行车次恢复至26对（节假日24对），以及车墩至上海南站的区间站站停1趟。
  - 6月20日：即日起恢复至疫情影响之前的时刻表，即工作日开行37对列车，及车墩至上海南站的区间站站停1趟；节假日开行35对。其中直达16对，大站停3对，站站停18对，区间站站停1趟。
  - 12月22日：全天开行车次缩减至26对（节假日24对），以及车墩至上海南站的区间站站停1趟。
- 2023年
  - 1月6日：恢复至12月22日之前的时刻表。
  - 7月1日：春申站往上海南站方向站站停列车恢复办客，S1002次直达车新增春申站办客；同时上午新增两次越行。
- 2024年7月1日：为配合上海南站改造，金山线每日平峰期间减少14列车次[40][18]。
- 2025年
  - 1月5日：配合莘庄站开通调整时刻表，大量站站停缩至莘庄。工作日开行38对（含车墩始发终到1对），节假日开行35对。
  - 1月19日：中午S1105次停运，增开夜间S1207次。
  - 7月1日：大站车停站方式多样化，部分列车改为莘庄始发；车墩区间车停运。工作日开行38对，节假日开行36对。

## 争议

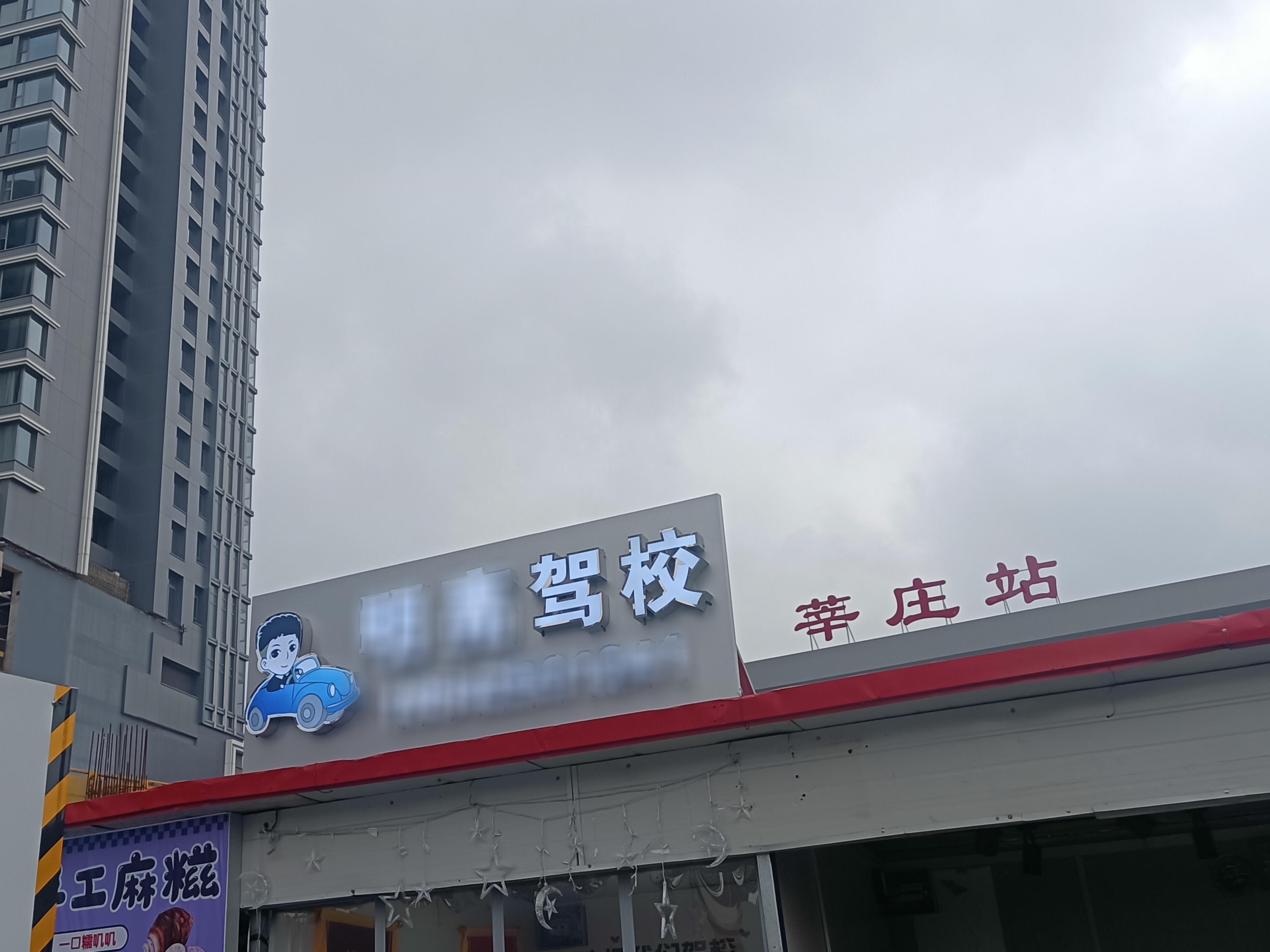
2025年1月5日调图后不久，一间驾校在莘庄站外天桥上租下摊位，招揽对铁路班次不满意的潜在顾客

金山线开通后至2025年前，列车班次一直较少，上海铁路局解释为莘庄至上海南站三四线未建设、线路运能受限所致。2025年1月3日三四线启用、5日调图莘庄站开通之后，车次数量几乎没有增长，现有半数班次被缩减到莘庄站，受到沿线居民广泛诟病。同时，地铁莘庄站本身存在周边居民通勤及5号线换乘客流，金山线大部分班次改为终到莘庄后，导致地铁1号线拥挤度上升。2025年一季度调图之后头班车由6时50分到达南站变为6时43分到达莘庄，加上莘庄至南站地铁路程，实际等于延后头班车，早高峰三班直达车亦砍去一班；晚间南站末班车提前一个多小时，莘庄站末班车也比原来上海南站的末班车提早，乘客认为此举无法满足早晚交通需求。